# Sierrajávrrie
Sierrajávrrie är en sjö i Arvidsjaurs kommun i Lappland och ingår i Åbyälvens huvudavrinningsområde. Sjön har en area på 2,64 kvadratkilometer och ligger 349 meter över havet.

## Delavrinningsområde
Sierrajávrrie ingår i det delavrinningsområde (728230-168288) som SMHI kallar för Utloppet av Serrejaure. Medelhöjden är 352 meter över havet och ytan är 9,33 kvadratkilometer. Räknas de 18 avrinningsområdena uppströms in blir den ackumulerade arean 360,89 kvadratkilometer. Avrinningsområdets utflöde Åbyälven mynnar i havet. Avrinningsområdet består mestadels av skog (42 procent) och sankmarker (20 procent). Avrinningsområdet har 3,01 kvadratkilometer vattenytor vilket ger det en sjöprocent på 32,2 procent.